# Sanctuaire Saint-François-de-Paule
Le sanctuaire Saint-François-de-Paule est un lieu de pèlerinage consacré à saint François de Paule (1416-1507) dans le sud de l'Italie. Il se trouve à Paola (Paule) en Calabre, ville natale et lieu de vie du saint fondateur de l'ordre des Minimes, et saint patron de la Calabre. Le sanctuaire conserve une partie des reliques du saint, le reste se trouve à Tours en France.
Le pape Benoît XV a donné au sanctuaire le titre de basilique mineure en 1921.

## La basilique ancienne
De style roman et Renaissance, la basilique ancienne remonte au XVIe siècle. Elle est constituée d'une grande nef avec un seul collatéral à droite avec quatre chapelles dont celle d'architecture baroque richement ornée qui abrite les reliques de saint François de Paule.
Dans le cloître, fermé par des vitrages, se trouve la roseraie du saint. On remarque sur les parois des fresques figurant les épisodes principaux de la vie du saint. Puis l'on arrive à l'ermitage du saint formé d'espaces confinés en sous-sol qui constituent le premier noyau de la communauté monastique fondée par saint François de Paule. Le campanile surplombe le cloître et la basilique ancienne.

## La basilique nouvelle
La basilique nouvelle (à droite du couvent) donne directement sur la grande place du sanctuaire. Elle a été terminée en l'an 2000.

## Illustrations

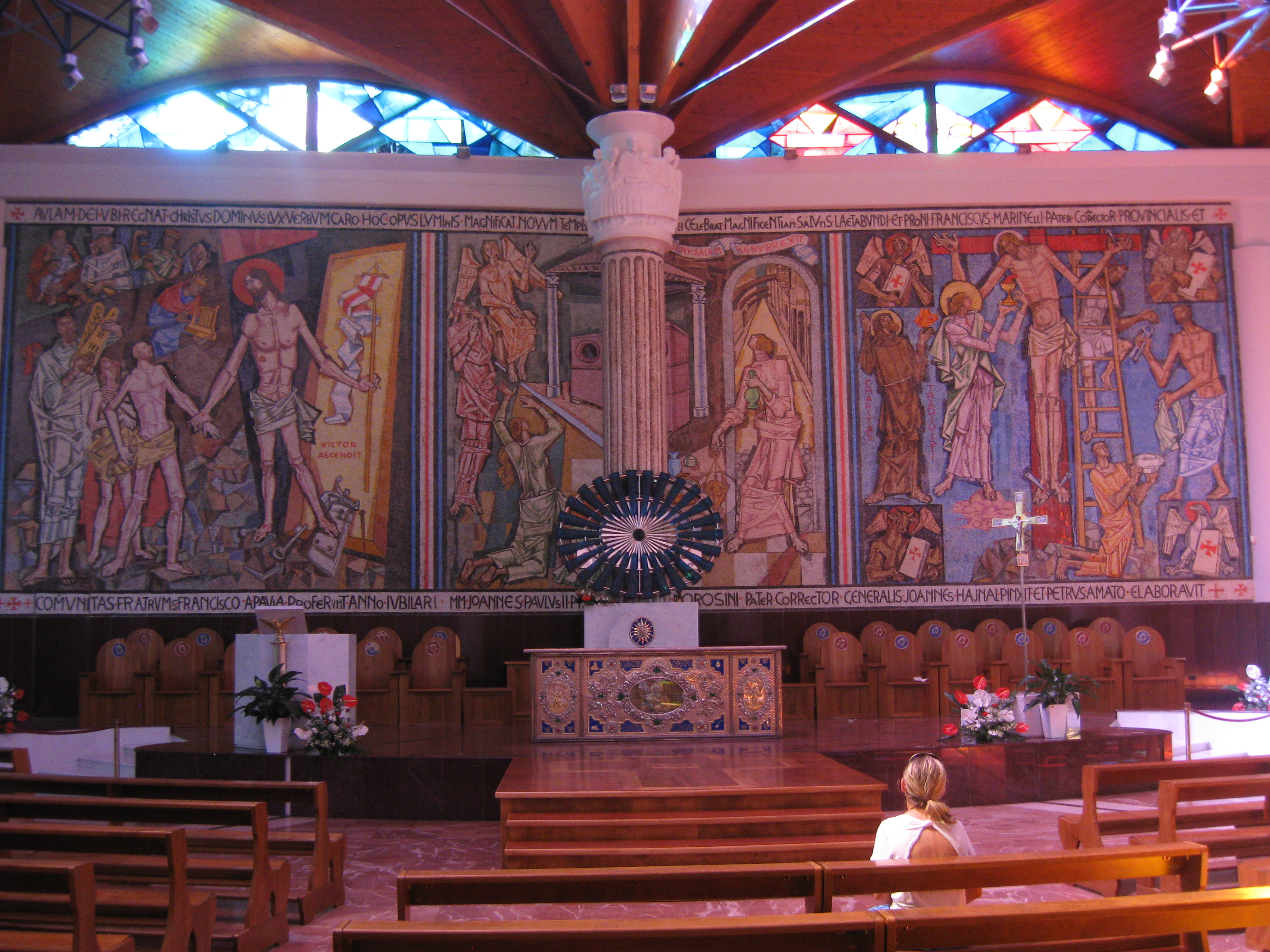
Autel et intérieur de la basilique nouvelle
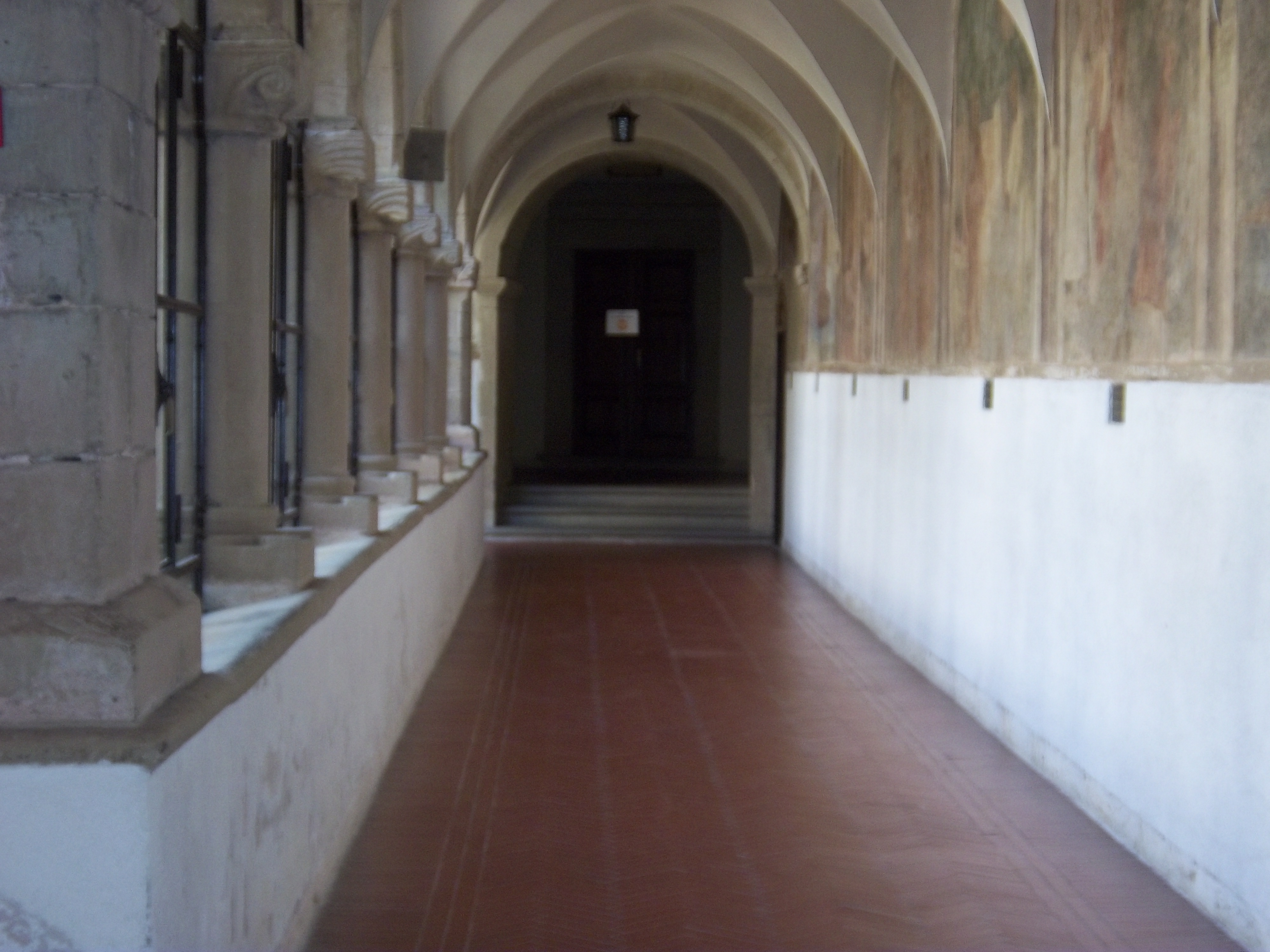
Vue intérieure d'un côté du cloître
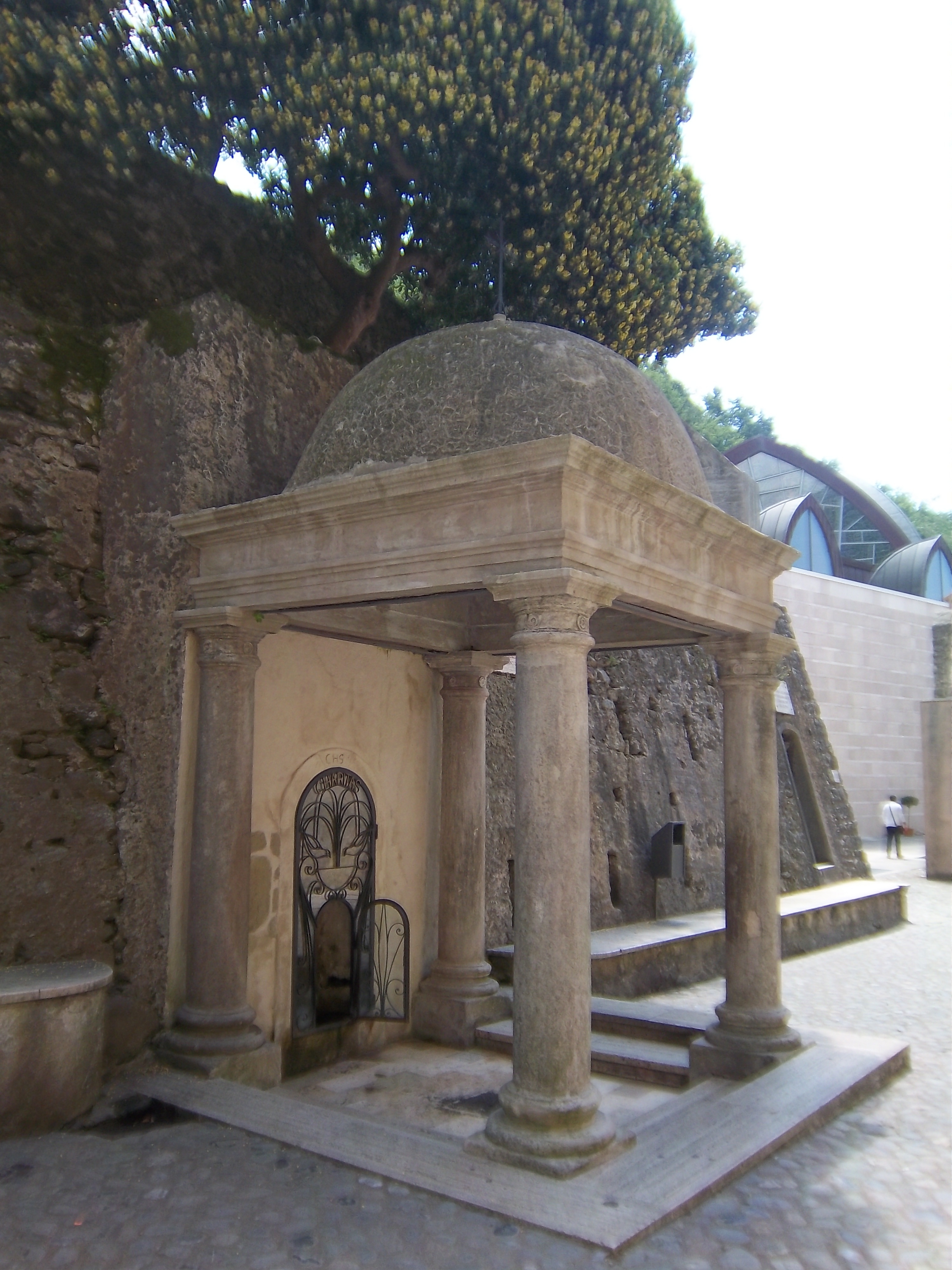
La fontaine
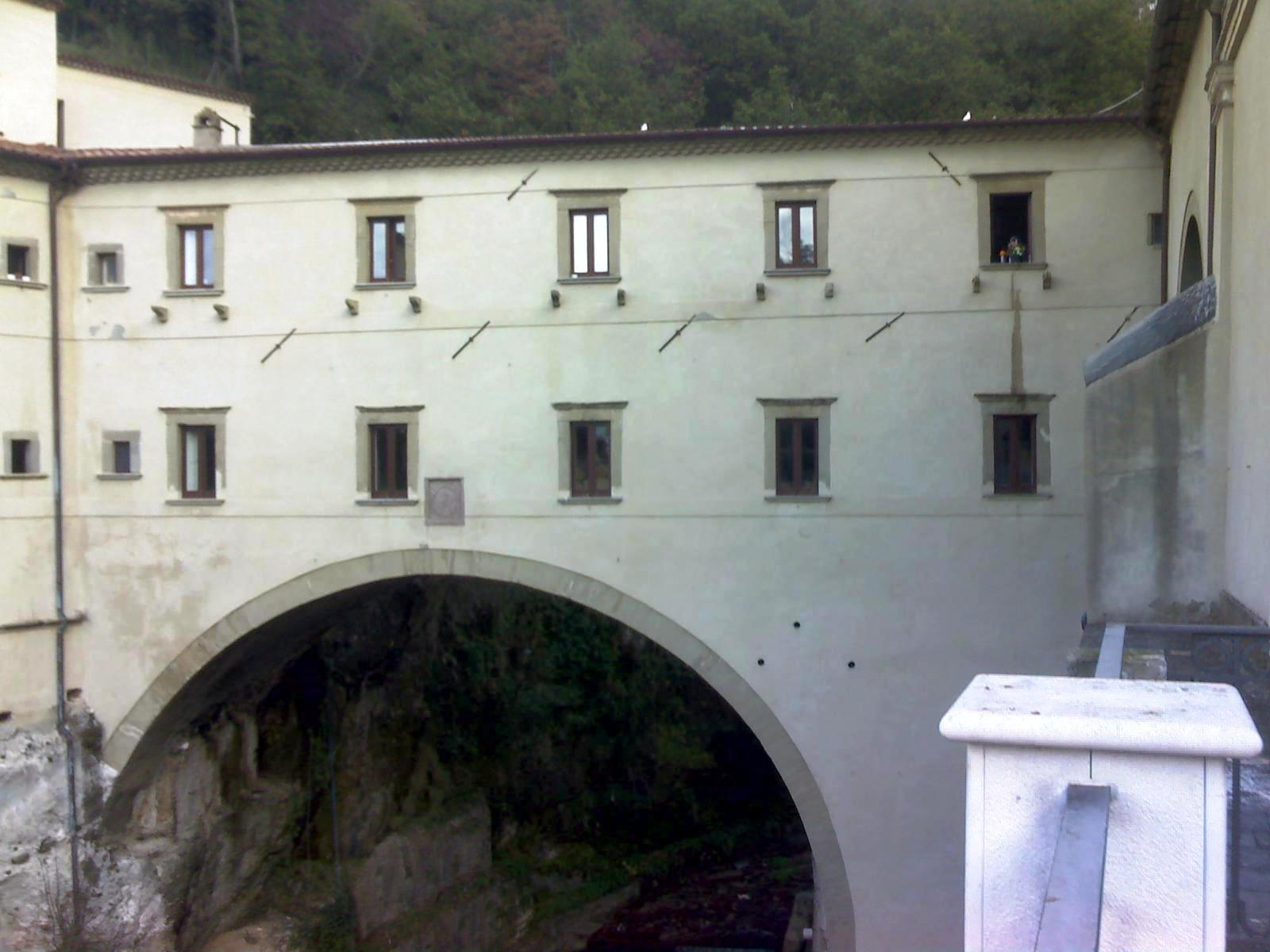
Pont unissant le collège des Minimes au sanctuaire